# 富平市場駅
富平市場駅（プピョンシジャンえき）は、大韓民国仁川広域市富平区にある仁川交通公社1号線の駅である。駅番号は(I119)。

## 駅構造
- 相対式ホーム2面2線の地下駅。

## 駅周辺
- 富平郵便局
- 北仁川情報産業高等学校
- 富平東初等学校
- 富平高等学校
- 富平区保健所
- 仁川商工会議所
- 富平市場
- 富平西初等学校
- 仁川市北部教育支援庁
- 富平中央病院

## 歴史
- 1999年10月6日 - 開業。

## 隣の駅
仁川交通公社
●1号線
富平区庁駅 (I118) - 富平市場駅 (I119) - 富平駅 (I120)